# La Ruota del Tempo
La Ruota del Tempo (in originale The Wheel of Time) è una serie di romanzi fantasy scritta da Robert Jordan, nell'arco di più di vent'anni.

## Trama
In principio il Creatore forgiò la Ruota del Tempo, che intesse il Disegno delle Ere utilizzando le vite degli uomini come suoi fili. La Ruota ha sette raggi, ognuno dei quali rappresenta un'epoca, e la ruota viene fatta girare dall'Unico Potere o la Vera Fonte, la forza motrice dell'Universo. L'Unico Potere si divide in due metà, una maschile e una femminile, saidin e saidar, che operano in opposizione una con l'altra e all'unisono per far girare la Ruota; usare questo potere viene detto incanalare.
Al principio inoltre, il Creatore imprigionò Shai'tan (noto anche come l'Oscuro o il Tenebroso), una entità potente, malvagia, nata assieme alla creazione, per tenerlo lontano dalla Ruota. Ma con il ruotare delle ere, il Tenebroso trovò il modo per interferire con il mondo tramite la sua azione diretta o le macchinazioni di persone magari inconsapevoli o dall'aspetto insospettabile; così Shai'tan più volte ha tentato di conquistare il mondo, di influenzare la Ruota stessa o addirittura di spezzare il suo continuo ciclo. Per contrastare questa minaccia, la Ruota provocò perciò la nascita periodica del cosiddetto Drago, campione della Luce, fortissimo ta'veren e incanalatore di immensa potenza.
A causa della natura ciclica della Ruota del Tempo, non ci può essere una vittoria definitiva per le forze della Luce o della Tenebra, questa guerra infatti è stata combattuta innumerevoli volte dal tempo della Creazione. Il Drago sconfiggerà Shai'tan e lo sigillerà di nuovo fuori dal mondo, finché la Ruota non girerà per millenni, richiedendo la sua rinascita per contrastare una rinnovata minaccia. Perciò l'unica vera possibilità di vittoria che resta a Shai'tan è quella di riuscire a rompere il ciclo della Ruota, provocando l'annichilimento dell'universo.
I romanzi di Robert Jordan sono incentrati in particolare su una reincarnazione del Drago, Rand al'Thor. Tremila anni sono passati dall'ultima guerra tra Shai'tan e la Luce, in quella che viene definita l'Epoca Leggendaria, durante la quale l'ultimo Drago (noto come Lews Therin Telamon in quella vita, in quell'Epoca) riparò e chiuse il varco aperto nella prigione del Tenebroso, con l'aiuto di altri incanalatori maschi, noti con il nome di Cento Compagni (questa sigillatura del Tenebroso venne fatta utilizzando sette sigilli fabbricati in un materiale quasi indistruttibile il cuendillar, o "pietra dell'anima"). Sfortunatamente il Tenebroso, prima di essere completamente imprigionato, riuscì con un contrattacco a contaminare saidin, la metà maschile dell'Unico Potere, una contaminazione che conduce sempre alla pazzia e alla malattia (una malattia che provoca la decomposizione del corpo ancora vivente) di ogni uomo che lo incanala. La contaminazione dunque sopraffece in breve tempo Lews Therin ed i suoi compagni ed infine portò ogni incanalatore maschio all'insania, con conseguenze catastrofiche che cambiarono la forma dei continenti: la cosiddetta "Frattura del Mondo".
Nell'epoca narrata nella serie dei romanzi della Ruota del Tempo, la rinascita del Drago, dunque, viene vista sia con grande speranza, sia con immensa paura: da un lato infatti il Drago Rinato sarà un incanalatore di saidin, vulnerabile alla contaminazione che Fratturò il Mondo l'ultima volta (e le profezie annunciano che la sua rinascita porterà simili devastazioni); dall'altro, egli sarà l'unico in grado di sconfiggere Shai'tan, che sta per uscire di nuovo dalla sua prigione.

## La società, la geografia ed i popoli nella Ruota del Tempo
La parte di continente in cui si svolge la serie della Ruota del Tempo viene detta dai fan di lingua inglese Randland, poiché l'autore non ne ha mai specificato il nome; gli Aiel invece la chiamano Terre Bagnate per distinguerla dalla loro arida terra di origine. Questa terra è divisa in numerosi stati indipendenti, accomunati dalla stessa lingua e che ricordano vagamente gli stati europei dell'Età Moderna (ad esempio il Regno di Andor, da cui prendono inizio le vicende, ricorda vagamente l'Inghilterra Elisabettiana, la vicina Cairhien potrebbe ricordare la Francia di quell'epoca, i regni meridionali di Tear, Altara ed Illian ricordano vagamente i paesi mediterranei, come la Spagna, l'Italia e la Grecia, ecc.).
Queste terre sono percorse in lungo ed in largo da un popolo che migra continuamente su carri allegramente colorati, i Tuatha'an, detti anche Calderai, essi ricordano i gitani e seguono la cosiddetta "Via della Foglia" ovvero la non violenza, neppure di fronte ai più atroci soprusi.
Sparsi in questo ed in altri continenti, si trovano dei luoghi particolari, gli Stedding, schermati dall'Unico Potere, dove vivono gli Ogier, grandi esseri pacifici ed amanti della natura.
Una delle maggiori autorità di questa parte del continente è la Torre Bianca, situata nella città stato di Tar Valon, che è la sede della sorellanza delle Aes Sedai. Le Aes Sedai sono un'organizzazione plurimillenaria di sole donne capaci di incanalare la parte femminile dell'Unico Potere, detta saidar (a partire infatti dalla Frattura del Mondo agli uomini trovati capaci di incanalare fu impedito definitivamente di accedere alla Vera Fonte, per evitare che impazzissero); le Aes Sedai esercitano una grande influenza sulla società e sui governi delle nazioni, infatti quasi tutti i regnanti hanno al loro fianco una consigliera Aes Sedai (sono influenti persino in alcune delle nazioni in cui ufficialmente non è gradita la loro presenza).
Altro importante organismo internazionale è quello dei Figli della Luce, avversari delle Aes Sedai e dell'Ombra, che assomigliano nella loro organizzazione ad un ordine monastico-cavalleresco dell'Europa Medioevale; gli organi di comando dei Figli della Luce hanno sede nella città di Amador in Amadicia, una nazione dall'anima puritana, nella quale i Figli hanno la loro maggiore influenza; infatti pur esistendo formalmente un Re d'Amadicia, nella pratica, il vero governante del regno è il Lord Capitano Comandante dei Figli della Luce.
Ad est di questa parte del continente si trova un'altissima catena montuosa, sorta al tempo della Frattura, che viene chiamata la Dorsale del Mondo. Al di là di questi monti si trova l'aridissima "Terra delle Tre Piegature", detta anche la "Desolazione Aiel", è infatti qui dove abita il popolo degli Aiel. A sud est degli Aiel si trova invece la misteriosa terra di Shara di cui si hanno pochissime notizie.
Sulle coste occidentali e meridionali del continente, si trovano numerose isole, che sono abitate dagli Atha'an Miere, il Popolo del Mare, dedito al commercio ed alla produzione di ricercate porcellane colorate. Gli Atha'an Miere commerciano persino con la terra di Shara.
Tutto il nord del continente è occupato dalla Grande Macchia, una terra dal clima particolare ed inospitale, popolata dalla Progenie dell'Ombra.
Oltre l'oceano occidentale si trova invece il misterioso continente di Seanchan, dal quale sono cominciati gli arrivi di coloro che pretendono di essere gli eredi legittimi del leggendario imperatore Artur Hawkwing.

## Personaggi

### Personaggi principali
- Rand al'Thor il Drago Rinato, il Signore del Mattino, Colui che viene con l'alba, il Car'a'carn, il Coramoor, l'Ammazza-Ombra
- Matrim Cauthon, mano destra del Drago, Suonatore del Corno, Generale Comandante della Banda della Mano Rossa, Principe dei Corvi
- Perrin Aybara, mano sinistra del Drago, Signore dei Fiumi Gemelli, Re consorte di Faile, Fratello dei Lupi, Giovane Toro, Lord Occhidoro, il Re Lupo, Sei'cair
- Egwene al'Vere, dapprima una Novizia ed Ammessa; Camminatrice dei Sogni, poi Aes Sedai ed Amyrlin Seat
- Nynaeve al'Meara, dapprima sapiente di villaggio, poi Ammessa e Aes Sedai dell'Ajah Gialla, è anche Regina consorte di al'Lan Mandragoran
- Elayne Trakand, dapprima erede al trono di Andor e una Novizia ed Ammessa, poi Aes Sedai dell'Ajah Verde e Regina di Andor e di Cairhien, compagna del Drago Rinato

### Principali secondari
- Moiraine Damodred, Aes Sedai dell'Ajah Azzurra
- Min Farshaw, lettrice di aure e compagna del Drago Rinato
- Aviendha, ex Fanciulla della Lancia e Sapiente Aiel, compagna del Drago Rinato
- al'Lan Mandragoran, Re titolare del Malkier, Custode
- Siuan Sanche, Aes Sedai dell'Ajah Azzurra, ex Amyrlin Seat
- Loial, Ogier scrittore
- Thomdril Merrilin, menestrello, acrobata, ex bardo di corte, avventuriero e spia
- Faile (Zarine Bashere), Cercatrice del Corno, Principessa e poi Regina della Saldea, Moglie di Perrin Aybara
- Elaida do Avriny a'Roihan, Aes Sedai dell'Ajah Rossa, Amyrlin Seat della Torre Bianca spaccata
- Birgitte Silverbow, eroina legata alla Ruota, Custode di Elayne
- Cadsuane Melaidhrin, Aes Sedai leggendaria dell'Ajah Verde
- Verin Mathwin, Aes Sedai dell'Ajah Marrone
- Logain Ablar, Falso Drago, Asha'man
- Mazrim Taim, Falso Drago, Asha'man, M'Hael
- Padan Fain, Amico delle tenebre
- Alviarin Freidhen, Aes Sedai dell'Ajah Bianca, capo segreto dell'Ajah Nera, ex Custode degli Annali per Elaida
- Berelain sur Paendrag Tanreal di Casa Paeron, la Prima di Mayene
- Tuon Athaem Kore Paendrag, la Figlia delle Nove Lune, moglie di Matrim Cauthon, in seguito imperatrice Fortuona dei Seanchan
- Leane Sharif, Aes Sedai dell'Ajah Azzurra e poi Verde, che ha ricoperto il ruolo di Custode degli Annali
- Sheriam Bayanar; Aes Sedai dell'Ajah Azzurra, che ricopre successivamente il ruolo di Maestra delle Novizie e Custode degli Annali
- I tredici Reietti, i Prescelti, i Campioni dell'Ombra: Ishamael, Lanfear, Demandred, Graendal, Sammael, Semirhage, Rahvin, Moghedien, Aginor, Mesaana, Asmodean, Balthamel e Be'lal; i nuovi Reietti reincarnati sono Moridin, Aran'gar, Osan'gar, Cyndane ed Hessalam.

## Storia editoriale
Sono stati scritti e pubblicati quattordici libri ed un prequel. I volumi dall'ottavo al quattordicesimo hanno tutti raggiunto la prima posizione nella New York Times bestseller list, mentre molti dei libri precedenti della serie erano comparsi in posizioni più basse della classifica. La serie ha generato diversi adattamenti ludici, incluso un videogioco pubblicato da Atari per PC, e un gioco di ruolo, pubblicato nel 2001 da Wizards of the Coast basato sul regolamento D20 System. Un altro gioco popolare basato su WoT è stato WoTMUD, un MUD (Multi user dungeon) nato nei primi anni novanta. Nel 1999 è uscito il videogioco di tipo sparatutto fantasy Wheel of Time, ispirato alla serie.
Robert Jordan aveva ripetutamente affermato che la serie principale si sarebbe dovuta concludere con il dodicesimo libro - che l'autore aveva intitolato provvisoriamente A Memory of Light. Molte volte aveva ribadito che si sarebbe attenuto a questo proposito, anche se avesse dovuto scrivere un libro di 2000 pagine. Tuttavia Jordan aveva progettato - su sollecito dei fan - di scrivere altri due prequel, oltre a quello già pubblicato (Nuova Primavera) e possibilmente due o tre storie parallele alla trama principale.
In seguito alla morte dell'autore, avvenuta il 16 settembre 2007, si è temuto che i frammenti dell'ultimo volume e gli appunti riguardanti altre trame parallele, non venissero mai pubblicati. Il 7 dicembre 2007 è stato però annunciato da Harriet McDougal (la moglie dell'autore) e dalla casa editrice, che il completamento dell'ultimo libro della serie A Memory of Light è stato affidato allo scrittore Brandon Sanderson. Prima della sua morte, a causa delle sue già precarie condizioni di salute, Robert Jordan aveva predisposto diversi capitoli già completi o solo parzialmente scritti ed una serie di numerosi appunti scritti o registrazioni vocali, e li aveva affidati alla moglie e al suo editore, per cercare di dare comunque una conclusione alle vicende della Ruota del Tempo.
Brandon Sanderson e la casa editrice, nel marzo 2009, hanno annunciato che il volume finale, molto più voluminoso di quanto inizialmente previsto, verrà a sua volta suddiviso in tre parti; nel settembre 2009 sono stati annunciati i titoli di questi tre volumi finali: The Gathering Storm (pubblicato il 27 ottobre 2009, in Italia come Presagi di tempesta nel gennaio 2011), Towers of Midnight (pubblicato il 2 novembre 2010, in Italia come Le torri di mezzanotte nel febbraio 2012), A Memory of Light (pubblicato l'8 gennaio 2013, in Italia come Memoria di luce il 30 maggio 2013).
Nel suo complesso la serie è stata tradotta e pubblicata in più di una ventina di lingue ed ha venduto più di 44 milioni di copie in tutto il mondo collocando quindi Jordan nella top ten degli autori più letti negli ultimi tempi.
Sono stati scritti due prologhi non presenti nei libri della serie, ovvero "Antefatto - Corvi", cioè un secondo prologo a "L'occhio del mondo", e "The Strike at Shayol Ghul", cioè un frammento di racconto relativo all'impresa di Lews Therin Telamon e dei Cento Compagni, prima resi disponibile online e poi inclusi nella Guida alla serie.
I primi tre libri della serie furono pubblicati in edizione italiana dalla Arnoldo Mondadori Editore negli anni novanta, successivamente la Fanucci Editore li ripubblicò e continuò la pubblicazione dei restanti libri della serie.

## Libri della serie
|    | Titolo originale       | Titolo italiano         | Pagine (ediz. originale) | Capitoli | 1ª Edizione Originale | 1ª Edizione in lingua italiana | Note |
| -- | ---------------------- | ----------------------- | ------------------------ | -------- | --------------------- | ------------------------------ | --- |
| 0  | New Spring             | Nuova primavera         | 334                      | 26       | 6 gennaio 2004        | gennaio 2005                   | Prequel ambientato 20 anni prima degli eventi del primo libro, contiene un epilogo. Pubblicato in origine come racconto breve nell'antologia Legends del 1998, edita da noi nel 2002 dalla Sperling & Kupfer. |
| 1  | The Eye of the World   | L'occhio del mondo      | 832                      | 53       | 15 gennaio 1990       | novembre 1992                  | Con il prologo originale. Rieditato dalla Fanucci Editore nel 2002. |
| 2  | The Great Hunt         | La grande caccia        | 736                      | 50       | 15 novembre 1990      | settembre 1993                 | Rieditato dalla Fanucci Editore nel 2003. |
| 3  | The Dragon Reborn      | Il drago rinato         | 704                      | 56       | 15 ottobre 1991       | marzo 1995                     | Rieditato dalla Fanucci Editore nel 2003. |
| 4  | The Shadow Rising      | L'ascesa dell'Ombra     | 1 008                    | 58       | 15 settembre 1992     | maggio 2004                    | Senza prologo |
| 5  | The Fires of Heaven    | I fuochi del cielo      | 992                      | 56       | 15 ottobre 1993       | novembre 2004                  | |
| 6  | Lord of Chaos          | Il signore del caos     | 1 024                    | 55       | 15 ottobre 1994       | 23 novembre 2005               | Il primo libro a contenere un epilogo |
| 7  | A Crown of Swords      | La corona di spade      | 896                      | 41       | 15 maggio 1996        | novembre 2006                  | |
| 8  | The Path of Daggers    | Il sentiero dei pugnali | 704                      | 31       | 20 ottobre 1998       | novembre 2007                  | |
| 9  | Winter's Heart         | Il cuore dell'inverno   | 800                      | 35       | 7 novembre 2000       | agosto 2008                    | |
| 10 | Crossroads of Twilight | Crocevia del crepuscolo | 864                      | 30       | 7 gennaio 2003        | 1º luglio 2009                 | Contiene un epilogo |
| 11 | Knife of Dreams        | La lama dei sogni       | 832                      | 37       | 11 ottobre 2005       | 1º luglio 2010                 | Contiene un epilogo |
| 12 | The Gathering Storm    | Presagi di tempesta     | 784                      | 50       | 27 ottobre 2009       | 13 gennaio 2011                | Completato da Brandon Sanderson, contiene un epilogo |
| 13 | Towers of Midnight     | Le torri di mezzanotte  | 864                      | 57       | 2 novembre 2010       | 2 febbraio 2012                | Completato da Brandon Sanderson, contiene un epilogo |
| 14 | A Memory of Light      | Memoria di luce         | 912                      | 49       | 8 gennaio 2013        | 30 maggio 2013                 | Completato da Brandon Sanderson, contiene un epilogo |

Prologhi in formato E-book pubblicati dalla casa editrice Tor
- Snow: The Prologue to Winter's Heart (settembre 2000)
- Glimmers: The Prologue to Crossroads of Twilight (17 luglio 2002)
- Embers Falling on Dry Grass: The Prologue to Knife of Dreams (22 luglio 2005)
- What the Storm Means: The Prologue to The Gathering Storm (17 settembre 2009)
- Distinctions: The Prologue to Towers of Midnight (21 settembre 2010)

Inoltre il primo capitolo di The Gathering Storm, intitolato Tears from Steel (Lacrime dall'acciaio) è stato concesso in libero download il 4 settembre 2009 sul sito della casa editrice Tor, mentre il secondo capitolo The Nature of Pain (La natura del dolore) è stato concesso come audio-book scaricabile gratuitamente, nel corso dello stesso mese di settembre.
Lo stesso è avvenuto per il primo capitolo di Towers of Midnight, intitolato Apples First (Prima le mele), che è stato concesso in libero download il 1º ottobre 2010 sul sito della Tor, mentre il secondo capitolo Questions of Leadership (Problemi del comando) è stato concesso come audio-book scaricabile gratuitamente il 19 ottobre. L'ottavo capitolo, The Seven-Striped Lass (La ragazza dalle sette strisce), è stato reso disponibile sul blog di Brandon Sanderson il 16 settembre, dopo che i fan avevano completato il gioco ad indizi online The Great Hunt.

## Altri media

### Musica
La band tedesca Blind Guardian ha più volte proposto canzoni prendendo spunto da alcuni passi della serie, come l'emblematica canzone Wheel of Time contenuta nell'album At the Edge of Time del 2010.

### Videogiochi
Nell'universo della ruota del tempo è stato ambientato un videogioco sparatutto in prima persona intitolato Wheel of Time realizzato nel 1999 dalla Epic Games e prodotto dalla GT Interactive.
Nel 2011 è stato prodotto un MMORPG amatoriale costruito come avventura testuale basato sull'universo della ruota del tempo intitolato A Game of Stone.
Il 22 aprile 2025 iwot Games, divisione di iwot Studios, ha annunciato un videogioco di ruolo d'azione open world con Chris Alexander come game director, che sarà pubblicato su PC e console.

### Adattamento cinematografico
Gli Universal Studios hanno opzionato i diritti del primo romanzo per trarne un film in futuro. Al progetto sono associati Rick Selvage e Larry Mondragon come produttori per la Red Eagle Entertainment.

### Serie televisiva
Un nuovo adattamento della saga è stato annunciato il 20 aprile 2017, prodotto da Sony Pictures Television in collaborazione con Red Eagle Entertainment e Radar Pictures, con Rafe Judkins come showrunner e produttore esecutivo. Nel febbraio 2018 Amazon MGM Studios ha rivelato di aver stretto un accordo con Sony Pictures Television per sviluppare una serie televisiva da distribuire su Prime Video. Il 20 maggio 2021 Amazon ha rinnovato la serie per una seconda stagione prima dell'esordio della serie e combina elementi da La grande caccia (1990) e Il drago rinato (1991), il secondo e il terzo libro della saga. La serie ha debuttato il 19 novembre seguente. Il 21 luglio 2022, ancor prima della premiere della seconda stagione, Amazon ha rinnovato la serie per una terza stagione, ricoprendo il quarto e il quinto romanzo: L'ascesa dell'Ombra (1992) e I fuochi del cielo (1993). Il 23 maggio 2025 Amazon ha cancellato la serie dopo tre stagioni.